# Andkjelvatnet
Andkjelvatnet – jezioro w północnej Norwegii, w gminie Sørfold. Powierzchnia jeziora wynosi 4,7 km², a maksymalna głębokość – 10 m. Zasilane jest wodami rzek Austerkrågelva i Fagerbakkelva. Większość wody przekazywana jest do elektrowni Siso, w Straumen.